# Franz von Neumann
Franz Ritter von Neumann, młodszy (ur. 16 stycznia 1844 w Wiedniu, zm. 1 lutego 1905 tamże) – austriacki architekt i polityk.

## Życiorys
Franz Ritter von Neumann, młodszy był synem architekta Franza von Neumanna, starszego (1856–1888). Jego brat Gustav von Neumann (1856–1928) był także architektem. Nauki pobierał u wiedeńskich architektów Eduarda van der Nülla, Augusta Sicarda von Sicardsburga i Friedricha von Schmidta, którego został współpracownikiem. Jedną z jego pierwszych prac, powstałą we współpracy z Friedrichem von Schmidtem były Arkadenhäuser na Rathausplatz (1878 - 1883) w Wiedniu. W późniejszym okresie pracował głównie samodzielnie specjalizując się w willach, budynkach mieszkalnych i urzędowych oraz kościołach. Jego styl rozwijał się od form neorenesansowych do późnego historyzmu.
Franz Ritter von Neumann był także członkiem wiedeńskiej rady miejskiej.

## Zaprojektował m.in.

### Wiedeń
- Arkadenhäuser na Rathausplatz 1878–1883
- Villa Kuffner i Kuffner-Sternwarte, 1884–1886, 1890
- Kościół św. Antoniego w Favoriten 1896–1901
- wieża widokowa Habsburgwarte na Hermannskogel 1888
- Donaufelder Kirche 1905

### Dolna Austria
- Willa arcyksięcia Wilhelma w Baden 1883

### Czechy, Morawy i Śląsk
- Ratusz w Libercu 1892/1893
- Ratusz w Frydlandzie 1893
- Grobowiec rodziny baronów von Richter na cmentarzu przykościelnym w Raspenavie
- wieża widokowa na Pradziadzie 1904 (nie istnieje)